# Auchindrean Bridge
Die Auchindrean Bridge ist eine Straßenbrücke im schottischen Weiler Auchindrean in der Council Area Highland. 1971 wurde die Brücke in die schottischen Denkmallisten in der höchsten Denkmalkategorie A aufgenommen.

## Geschichte

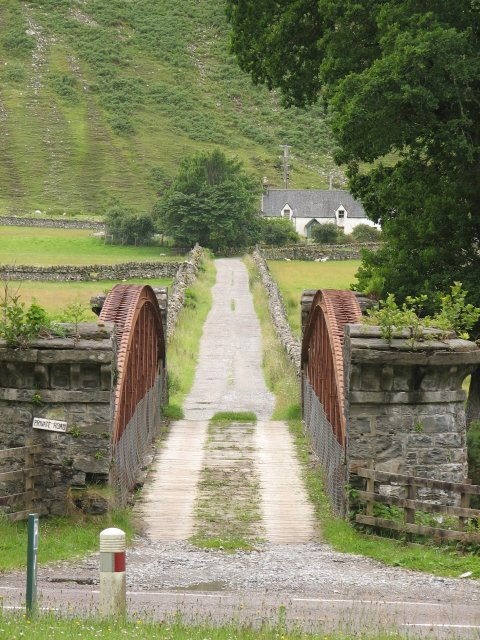
Blick über das Brückendeck

Der britische Ingenieur John Fowler erwarb das Anwesen im Tal des Broom im Jahre 1867. Fowler war als Konstrukteur von Eisenbahnbrücken, darunter die bedeutende Forth Bridge, in Erscheinung getreten. Die Auchindrean Bridge ist Teil der Zufahrt zu Fowlers Anwesen. Sie wurde vermutlich kurze Zeit nach Erwerb des Anwesens von Fowler geplant und errichtet. Eine weitgehend baugleiche Brücke entwarf Fowler für die Metropolitan Railway in London. Sie wurde jedoch nicht ausgeführt.

## Beschreibung
Die Auchindrean Bridge weist Parallelen zur Royal Albert Bridge auf, die Isambard Brunel in den 1850er Jahren in Südwestengland errichtet hatte, und ist möglicherweise von dieser inspiriert. Sie gilt in ihrer Konstruktion als einzigartig in Schottland.
Die Bogenbrücke überspannt den Broom rund fünf Kilometer südöstlich von dessen Mündung in den Meeresarm Loch Broom am Rande des Lael Forest Gardens. Sie ist direkt von der A835 zugänglich, die entlang des Broom-Tals geführt ist. Die schmiedeeiserne Brücke überspannt den Broom mit einem linsenförmigen Bogen. Sie weist eine Länge von 31,2 Meter bei einer Breite von 2,7 Metern auf. Eine Fachwerkkonstruktion trägt das hölzerne Brückendeck, das nur für den Leichtverkehr ausgelegt ist. Zu beiden Seiten tragen halbrunde, aufgemauerte Pfeiler die Konstruktion.